# قدري طوقان
قدري حافظ طوقان مفكر وكاتب وسياسي عربي ولد في مدينة نابلس عام 1910 وتوفي في بيروت في السادس والعشرين من شباط عام 1971. يعتبر أحد أعلام الفكر العربي في القرن العشرين.
تخرج من الجامعة الأمريكية في بيروت عام 1929 بدرجة البكالوريس في الرياضيات، وفي عام 1964 عين وزيرا للخارجية الأردنية وفي عام 1965 عين مديرا لكلية النجاح الوطنية، وقد منحته جامعة البنجاب في الباكستان شهادة الدكتوراة الفخرية  ومن أهم مؤلفاته: «بعد النكبة»، و«وعي المستقبل» و«بين البقاء والفناء».
يعد قدري طوقان، حسب د. يحيى عبد الرؤوف جبر أستاذ اللغة العربية في جامعة النجاح الوطنية، أحد ثلاثة شاميين عرفوا بتفوقهم العلمي في العصر الحديث، وبجهودهم الكبيرة في خدمة العلم والتراث العلمي العربي، والاثنان الآخران هما عمر فروخ وجميل صليبا. اهتم الثلاثة إلى حد كبير بإماطة اللثام عن إسهام المسلمين – والعرب منهم – في تقدم البشرية، والقيام على العلوم المختلفة قروناً كثيرة، ابتداءً من القرن الثامن الميلادي وإلى أواخر القرن السابع عشر.

## مؤلفاته
- الأثر العلمي للحضارة الإسلامية وأعظم علمائها، صدرت في القاهرة سنة 1938م.[5]
- قدري حافظ طوقان (1941). تراث العرب العلمي في الرياضيات والفلك: يبحث في أثر العرب في تقدم الرياضيات والفلك وسير أعلام رياضييهم وكبار فلكييهم (ط. الأولى). القاهرة: مطبعة المقتطف. مؤرشف من الأصل في 2022-04-08.

- بين العلم والأدب، صدرت عن مكتبة فلسطين العلمية بنابلس سنة 1946م.[6]
- محاضرات ابن الهيثم التذكارية: المحاضرة السابعة في الأسلوب العلمي عند العرب، صدرت عن مطبعة جامعة فؤاد الاول في القاهرة.[7]
- قدري حافظ طوقان (1949). العيون في العلم (ط. الأولى). القاهرة: دار المعارف للطباعة والنشر. مؤرشف من الأصل في 2022-05-03.

- قدري حافظ طوقان (1953). وعي المستقبل (ط. الأولى). بيروت: دار العلم للملايين. مؤرشف من الأصل في 2022-05-03.

- قدري حافظ طوقان (1954). الخالدون العرب (ط. الأولى). بيروت: دار العلم للملايين. مؤرشف من الأصل في 2022-04-08.

- قدري حافظ طوقان (1954). تراث العرب العلمي في الرياضيات والفلك: يبحث في أثر العرب في تقدم الرياضيات والفلك وسير أعلام رياضييهم وكبار فلكييهم (ط. الثانية). القاهرة: مطبعة لجنة التأليف والترجمة والنشر. مؤرشف من الأصل في 2022-04-08.

- قدري حافظ طوقان (1955). بين البقاء والفناء (ط. الأولى). القاهرة: دار المعارف للطباعة والنشر. مؤرشف من الأصل في 2022-04-08.

## وصلات خارجية
- قدري طوقان على موقع أرشيف الشارخ.
- موقع فلسطيني: قدري حافظ طوقان نسخة محفوظة 8 سبتمبر 2009 على موقع واي باك مشين.